# ペブル島襲撃
ペブル島襲撃（ペブルとうしゅうげき、Raid on Pebble Island）とは、フォークランド紛争においてイギリス軍が展開した作戦である。フォークランド諸島ペブル島にあったアルゼンチン軍の航空基地の破壊を目的として、1982年5月14日から5月15日にかけて展開された。

## 作戦の背景
1982年3月30日から4月3日にかけて行われたアルゼンチン軍の上陸作戦によって、同軍に掌握されたフォークランド諸島を奪還する為、イギリス軍は4月初頭に本国より機動艦隊を派遣させることを決定。これによりフォークランド紛争が勃発する。
フォークランド諸島を掌握したアルゼンチン軍は、防衛部隊として陸海空軍の兵力の配備を同島に行った。この際、フォークランド諸島各所にある飛行場にはアルゼンチン空軍、海軍航空隊が展開、プカラ攻撃機、マッキ軽攻撃機、ターボメンター軽攻撃機等が配備された。
この中で、西フォークランド諸島の北に位置するペブル島（アルゼンチン軍はカルデロン航空基地という名称で呼んでいた）は、フォークランド諸島内におけるアルゼンチン軍航空基地の中ではポート・スタンレー、グース・グリーンに続いて三番目に位置する規模であり、アルゼンチン空軍第3グループのプカラ攻撃機と海軍第4航空隊のターボメンター軽攻撃機が配備された他、アルゼンチン本土から飛来する沿岸警備隊のショート スカイバン輸送機の中継基地として利用されていた。
イギリス軍はこの航空基地の脅威を排除するため、イギリス陸軍特殊空挺部隊（SAS）を投入しての作戦を計画。作戦にあたってSASからはD中隊が選ばれ、支援としてカウンティ級駆逐艦「グラモーガン」が就くことになった。

## 襲撃
まず、1982年5月11日夜、SAS隊員8名が手漕ぎカヌーにてペブル島の海岸より隠密上陸して事前偵察を行い、飛行場に駐機された航空機の数、位置などを把握し、情報を無線によって送信した。
5月14日深夜、同海域に接近していたイギリス機動艦隊旗艦空母「ハーミーズ」よりシーキング輸送ヘリ2機が出撃し、ペブル島飛行場から約6kmの地点にSAS隊員45名を降下させた。M203 グレネードランチャー付M16突撃銃、L1A1自動小銃、FN MAG機関銃など小火器の他、爆破用のプラスチック爆薬、L16 81mm 迫撃砲、M72対戦車ロケット砲などでそれぞれ武装していた隊員らは潜伏していた偵察隊と合流して降下地点より徒歩で空港へ行軍、15日早朝に空港に到着した。
SAS隊員らは機関銃と迫撃砲の準備を終えるとすぐさま攻撃を開始。隊員らは迫撃砲の照明弾の明かりを頼りに飛行場のアルゼンチン軍航空機各機に向け小火器や対戦車ロケット砲を発射しつつ接近し、更にコクピットやエンジン部にプラスチック爆薬を仕掛けて炸裂させ、完全に破壊した。燃料集積所や弾薬集積所も同じく、隊員によって爆破された。
更に沿岸に接近していた駆逐艦グラモーガンの4.5インチ連装砲による艦砲射撃も開始され、滑走路が破壊された。
当初、攻撃は15分程度で終了する予定だったが、基地内のアルゼンチン軍兵士らの応射も始まったことで撤退が困難になり、迫撃砲の砲撃など攻撃も含め、戦闘は45分程度続けられた。

## 成果
この攻撃によってペブル島に配備されていたアルゼンチン軍作戦機11機が完全に破壊された。この内訳は以下のとおりである。
- プカラ攻撃機 - 6機
- ターボメンター軽攻撃機 - 4機
- スカイバン軽輸送機 - 1機

アルゼンチン軍側の兵士の損害の詳細は不明であるが少なくとも1名の兵士が戦死しており、イギリス側は作戦に参加した隊員の1名が銃撃により負傷したほかは損害はなかった。